# 2019년 대만의 텔레비전 드라마 목록
다음은 2019년에 타이완의 텔레비전에서 방송하는 드라마 프로그램을 나열한 목록이다.

## 작품 목록
- 《90후적아문》
- 《HIStory3-권투》
- 《감식영웅II 정의지전》
- 《니유념대학마?》
- 《빌성대정부》
- 《서죄자》
- 《생사접선원》
- 《아문부능시붕우》
- 《아문여악적거리》
- 《아시고가남》
- 《애정백피서》
- 《여과애, 중래》
- 《월촌환영니》
- 《일거시대적십종생존법칙》
- 《일천개만안》
- 《죄가이익》
- 《혼수서문》

## 같이 보기
- 타이완의 텔레비전 드라마 목록
- 2010년대 타이완의 텔레비전 드라마 목록